# Nadagara pulchrilineata
Nadagara pulchrilineata är en fjärilsart som beskrevs av Walker 1862. Nadagara pulchrilineata ingår i släktet Nadagara och familjen mätare. Inga underarter finns listade i Catalogue of Life.